# Parker Douglass
Parker Douglass (25 de junio de 1985 en Columbus, Nebraska) es un jugador estadounidense de fútbol americano profesional. En 2009 firmó como agente libre para el equipo Sioux Falls Storm con quien juega en la posición de placekicker en la competición Indoor Football League. Anteriormente jugó como estudiante en el equipo de la Universidad Estatal de Dakota del Sur.
También participó con el Cleveland Browns y el New York Jets en la National Football League, y con el California Redwoods y el Las Vegas Locomotives en la United Football League.

## Estadísticas UFL
|           |       | Pateo       | Pateo        | Pateo | Pateo | Kickoff | Kickoff | Kickoff | Kickoff |
| Temporada | Año   | Punto extra | Gol de campo | Long  | Pts   | N.º     | Yds     | Prom.   | Long    |
| 2009      | CAR   | 12/12       | 6/10         | 44    | 30    | 25      | 1,565   | 62.6    | 74      |
| 2010      | LVL   | 4/ 4        | 4/ 6         | 32    | 16    | 9       | 590     | 65.6    | 73      |
| Total     | Total | 16/16       | 10/16        | 44    | 46    | 34      | 2,155   | 63.4    | 74      |